# Averroës

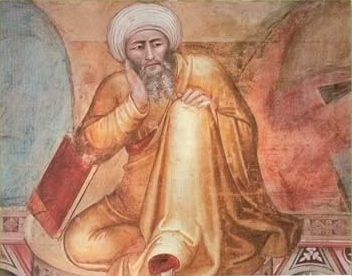
Averroës framställd av 1300-talskonstnären Andrea Bonaiuto

Averroës, arabiska: Ibn-Rushd (ابن رشد), född 14 april 1126 i Córdoba, Al-Andalus (dagens Spanien), död 10 december 1198 i Marrakech, i det som idag är Marocko, var en arabisk filosof verksam i Córdoba och livläkare åt kalifen.

## Allmänt
Averroës fick betydelse för den kristna skolastikens tänkande, främst genom att hans omfattande kommentarer av Aristoteles hade översatts till latin och därmed tillgängliggjorde Aristoteles tankar för den kristna världen. Han avbildades bredvid Pythagoras i Raffaello Sanzios fresk Skolan i Aten, men föll i glömska efter att hans teorier kritiserades av Tomas av Aquino. Han påverkade också flera judiska och islamiska tänkare. På 1800-talet, i samband med att islamisk modernism föddes i Egypten, började tänkare i den arabisktalande världen återigen att intressera sig för Averroës skrifter, och de kom att bli en del i en kulturell renässans kallad Al-Nawka (återuppvaknandet).

## Biografi
Averroës föddes i Córdoba som son till en kadier, och blev själv kadi i Sevilla efter studier i juridik i Andalusien. 
Han utsågs till domare och sedan till hovmedikus 1184, men på grund av politiska förändringar och ökad kritik mot hans filosofiska idéer förlorade han sitt inflytande och förvisades 1195 till byn Lucena, en till stor del judisk by utanför Córdoba, samtidigt som hans skrifter förbjöds och hans böcker brändes. Efter två år kunde han återvända till Córdoba, men dog året därpå, den 11 december 1198. Averroës begravdes först i Nordafrika, men hans kropp flyttades senare till Córdoba, där en andra begravning hölls. 
En av Averroës vänner var Ibn 'Arabis far.

## Filosofi
Averroës hade en i grunden rationalistisk hållning till filosofin. Han kritiserade Avicennas åtskillnad mellan essens och existens, och utvecklade en lära om två slag av tillgång till sanningen.
- Religionen framställer sanningen på det sätt som lättast gör den tillgänglig för folket, genom bilder, symboler allegoriska berättelser anpassade efter folkets föreställningssätt.
- Filosofin å sin sida framställer sanningen bokstavligt med det begreppsliga språkets hjälp.

Averroës besatt en bred och djup kännedom om sin tids vetenskaper. Han författade många skrifter, bland annat i polemik mot Ghazali, om förhållandet mellan religion och filosofi, och företrädde en elitistisk syn där han menade att filosofi var en syssla för eliten, medan folket nöjde sig med den bokstavliga betydelsen av begrepp. Han menade därför att Koranen inte alltid skulle tolkas bokstavligt; när förnuftet förnekade påståenden i Koranen, skulle Koranen tolkas bildligt. Han fick emellertid inte något varaktigt inflytande på det muslimska tänkandet.
I den europeiska idéhistorien är han mest känd för sin omfattande Aristoteleskommentar, och kallas i den medeltida litteraturen ”Kommentatorn”. Han härledde Aristoteles filosofi från nyplatonismen. Kommentarerna översattes till hebreiska och latin, och fick stor betydelse för Aristotelesutläggningen, särskilt i det latinska västerlandet. Betydelsefull blev även hans teori om intellektet, Nous, som gemensamt för hela människosläktet (och alltså inte individuellt) liksom hans uppfattning om dettas odödlighet. Han omfattade en panteistisk världsbild där den mänskliga själen är en tillfällig aktivitet av världsanden.
Averroës reagerade på Al-Gazali efter att han skrivit Tahafut al-falasifa, Filosofernas motsägelser.

## Inflytande

Colliget

Den katolska kyrkan försökte inledningsvis motverka averroismen, men han fick senare anhängare hos skolastikerna. Även fritänkare har påverkats av hans förnekelse av den individuella odödligheten, och denna uppfattning kom att bekämpas av kyrkan.

## Övrigt
Averroës arabiska namn, ابن رشد Ibn Rushd, har gett namn till det svenska studieförbundet Ibn Rushd.
Averroës förfäktade tesen om att förnuftet är oberoende och till och med viktigare än tron, vilken stred mot den katolska kyrkans tes om att förnuftet är trons betjänt.
I Paris universitet uppstod en ideologisk rörelse kallad "averroismen", med personligheter som Siger de Brabant och den nordiske ideologen Boetius från Dacia.
Asteroiden 8318 Averroes är uppkallad efter honom.